# 笨珍市议会
笨珍市议会（简称：MPPn），马来西亚柔佛州笨珍县的地方政府之一。

## 历史

### 笨珍县议会
1976年11月1日，笨珍县议会（Majlis Daerah Pontian）在《1973年地方政府（临时条款）法令》下正式成立。管辖范围包括亚逸峇礼、文律、北干那那、龟咯山顶和小笨珍。
升格市议会工作始于2019年10月，此建议是由时任房屋及地方政府部长祖莱达所提出，历经两年申请，笨珍县议会于2021年3月31日获内阁同意升格为市。

### 笨珍市议会
2021年7月31日，时任柔佛州务大臣哈斯尼莫哈末，正式宣布由县议会升格为笨珍市议会。

## 市议员与辖区
在《1976年地方政府法令》第10条文第（1）项下，笨珍市议会必须有议会主席，以及不少过八名且不超过24名的市议员，都必须由州政府委派。